# Боруссія (Дортмунд)
«Бору́ссія» (нім. Ballspielverein Borussia 09 e. V. Dortmund — укр. Клуб гри в м’яч Боруссія Дортмунд 09) — німецький професійний футбольний клуб з міста Дортмунд, Північний Рейн-Вестфалія. Заснований 19 грудня 1909 року вісімнадцятьма футболістами з Дортмунда. Виступає в Бундеслізі, найвищому дивізіоні в системі футбольних ліг Німеччини.
Заснований у 1909 році, клуб отримав прізвисько «чорно-жовті» (нім. Die Schwarzgelben) за кольори, використані на емблемі клубу. Клуб має давнє суперництво із рурським сусідом, «Шальке 04», матчі з яким називаються «Рурським дербі». Також «Боруссія» має дербі з мюнхенською «Баварією» — «Дер Класікер». З 1974 року «Боруссія» грає свої домашні ігри на «Вестфаленштадіоні», найбільшому стадіоні в Німеччині.
«Боруссія» є другою за кількістю титулів німецькою футбольною командою, на рахунку якої вісім чемпіонських титулів, п'ять Кубків Німеччини та шість Суперкубків Німеччини. На міжнародному рівні клуб виграв Лігу чемпіонів УЄФА в 1997 році, Кубок володарів кубків у 1966 році та Міжконтинентальний кубок у 1997 році. Крім того, «Боруссія» доходила до фіналу в Лізі чемпіонів у 2013 та 2024 роках і Лізі Європи УЄФА (колишній Кубок УЄФА) в 1993 та 2002 роках.

## Історія

### Ранні роки
Клуб був заснований 19 грудня 1909 року групою незадоволених семінаристів у барі Zum Wildschütz (нім. «У стрільця дичини»). Причиною їхнього невдоволення було те, що їхній наставник, пастор Девальд (Dewald) ненавидів футбол і не хотів додавати його до програми спортивного гуртка. За іншою версією: сам пастор Девальд футбол не забороняв, більше за те, заохочував гру й навіть купив молодим парафіянам м'яч на церковні гроші. Але Девальдові не подобалося, що його підшефні після футбольних матчів дружною компанією прямували в пивну. Пастор пошкодував, що долучив молодих людей до футболу, і став переконувати їх повернутися до Церкви. Частина юнаків відреклася від футболу, але 18 хлопців на чолі зі Францом Якобі його поради не прийняли. Ім'я «Боруссія» походить від латинської назви Прусії та сусідньої пивоварні. Спочатку команда грала в біло-блакитних смугастих футболках з червоною смугою й чорних трусах. Сучасні чорно-жовті кольори з'явилися в 1913 році. Перші роки існування команда провела в окружних лігах. Під час Першої світової війни більшість гравців «Боруссії» забрали в солдати. Повернулися не всі, і у 20-і роки команду довелося створювати з нуля. З сусідами по Вестфалії «Боруссія» грала зі змінним успіхом, ось тільки з «Шальке 04» стосунки не складалися. Клуб із Гельзенкірхена постійно обігрував дортмундців. Проте підйому «Боруссії» в головну лігу Вестфалії 1936 року сприяв один із найбільших гравців «Шальке 04» — Ернст Куцорра, який розпочав свою тренерську діяльність у ворожому таборі.

### Повоєнні роки
Після війни клуб, як і багато інших організацій, так чи інакше, пов'язаних зі Третім Рейхом, було розпущено. Також були проведено спроби об'єднати «Боруссію» зі двома іншими: Werksportgemeinschaft Hoesch і Freier Sportverein 98, як Sportgemeinschaft Borussia von 1898, але у результаті було вибрано ім'я Ballspiel-Verein Borussia (BVB). Перший серйозний успіх прийшов до клубу в 1947 році, коли «Боруссія» виграла чемпіонат Вестфалії, уперше у власній історії обігравши «Шальке 04». Сталося це 18 травня 1947 року. Матч завершився з рахунком 3:2. Три гольові передачі в цьому матчі зробив капітан і лідер «Боруссії» Август Ленц, який грав іще в довоєнній команді. Того самого року «Боруссія» вийшла до фіналу Британської зони окупації, але програла там «Гамбургу» з рахунком 0:1. А в сезоні 1947/1948 «Боруссія» стала переможцем щойно створеної Західної Оберліги. Уперше чемпіоном дортмундський клуб міг стати в 1949 році; у фіналі національної ліги «Боруссія» програла в додатковий час футбольному клубові VfR Mannheim з рахунком 3:2. У 1956 і 1957 рр. дортмундський клуб уперше став чемпіоном Німеччини. У 1956 році у фіналі з рахунком 4:2 було обіграно «Карлсруе», а в 1957 «Гамбург» з рахунком 4:1. Примітно, що обидві ці ігри було виграно одним складом. Після цього «Боруссія» вперше взяла участь у Кубку володарів кубків. Також, у 1957 році, BVB був названий найкращим клубом року. Останній чемпіонат Німеччини, який проходив у «старому стилі» 1963 року також виграв клуб із Дортмунда. На європейській арені «Боруссія» добитися великих успіхів не змогла: спочатку в Кубку Чемпіонів, «Боруссія» на стадії 1/8 фіналу програла «Манчестер Юнайтед», а в наступному році «Мілану», але вже на стадії 1/4 фіналу. Помітний відбиток у післявоєнній історії «Боруссії» залишили чотири Альфреда — Непекло, Прайслер, Кельбасса та Шмідт. Всі четверо забивали величезну кількість м'ячів і були серед найкращих бомбардирів повоєнного німецького футболу. Наприклад, у сезоні 55-56 Непекло, Прайслер, Кельбасса забили 63 з 78 м'ячів своєї команди. Шмідт прийшов у «Боруссію» за деякий час. Саме з їхніми іменами, а також з ім'ям менеджера Хайнца Долле й головного тренера тієї команди Гельмута Шнайдера пов'язано основні успіхи «Боруссії» тих років.

### Створення Бундесліги. Перемога в Кубку Володарів Кубків
1962 року Німецька Футбольна Асоціація вирішила створити професійну німецьку футбольну лігу — Бундеслігу. Перший турнір пройшов в 1963 році, і «Боруссія» відзначилася тим, що її гравець, Тімо Конетцка, забив перший в історії нової ліги гол. У першому ж сезоні клуб посів третє місце, але на європейській арені домогтися успіху знову не вдалося — у Кубку ярмарків, на другій стадії, з рахунком 1:6 в першому матчі й 0:4 в другому, «Боруссія» була розгромлена «Манчестером», в якому в той час виступали Боббі Чарлтон і Джордж Бест. Перший, після утворення Бундесліги, трофей дортмундський клуб завоював у 1965 році. У фіналі Кубка Німеччини з рахунком 2:0 було обіграно клуб «Алеманія» Аахен. 1966 року «Боруссія» стала першим німецьким клубом, який переміг у Кубку Володарів Кубків. Команда почергово вибила з турніру мальтійську «Флоріану», болгарський ЦСКА, іспанський «Атлетіко», й англійський «Вест Гем Юнайтед». У фіналі, який проходив у Глазго, з рахунком 2:1 було обіграно «Ліверпуль». У чемпіонаті того року «Боруссія» зайняла друге місце, поступившись чемпіонством клубові «Мюнхен 1860». Тоді саме було здобуто найбільша перемога над «Шальке»: фінальний свисток пролунав за рахунку 0:7 на користь «жовто-чорних».

### 1970-і та 1980-і роки
1970-і роки в історії клубу ознаменовано важким фінансовим становищем. У 1972 «Боруссія» вилетіла в регіональну лігу. Після створення 1974 року Другої Бундесліги дортмундський клуб було включено в неї. Повернення в еліту німецького футболу відбулося лише 1976 року. Фінансові проблеми продовжували переслідувати клуб і в 80-х. Дана обставина не дозволяла дортмундцям відігравати помітну роль у Бундеслізі. У 1986 році BVB був також під загрозою вильоту, але лише перемога в останньому матчі дозволила зберегти місце в Бундеслізі. Перший трофей, після довгої перерви було виграно лише в 1989 році. У фіналі Кубка Німеччини з рахунком 4:1 дортмундці обіграли «Вердер».

### Кінець XX століття

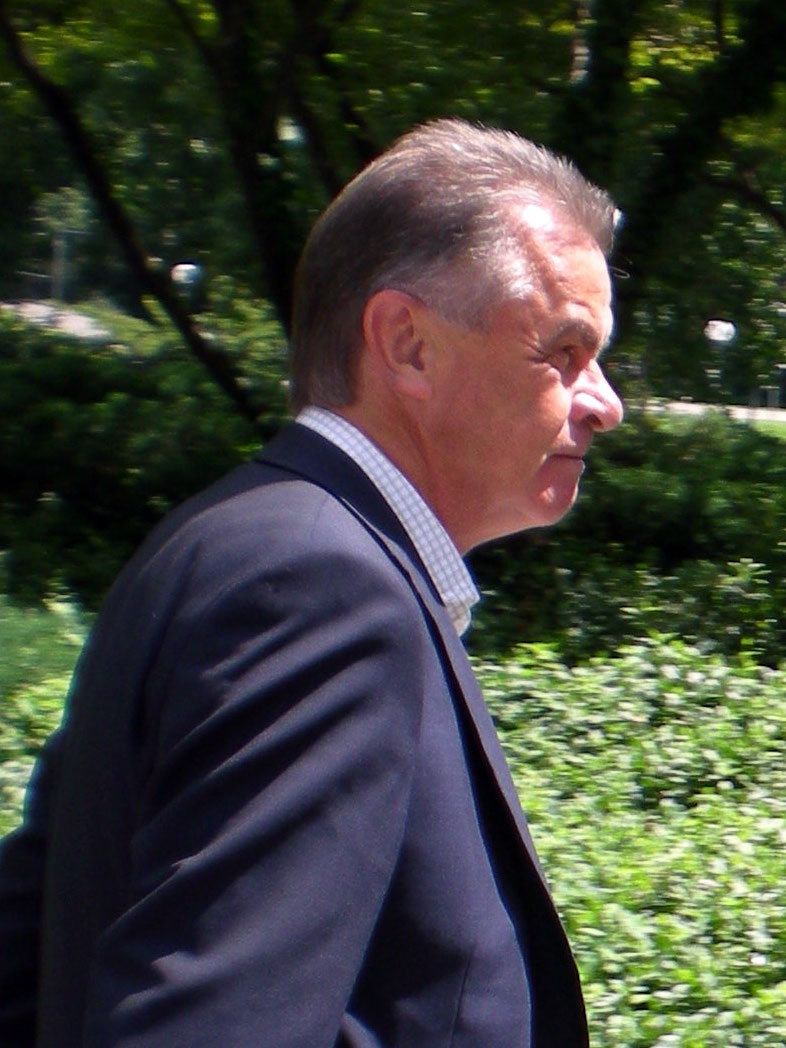
Оттмар Гітцфельд

Справжній розквіт «Боруссії» розпочався в 1991 році зі приходом на пост головного тренера Оттмара Гіцфельда. У першому ж сезоні дортмундці зайняли друге місце, поступившись «Штутгарту» лише за різницею забитих і пропущених, а в сезоні 1992–1993 BVB дійшов до фіналу Кубка УЄФА, у якому програв «Ювентусу» зі загальним рахунком 1:6. Призові гроші, отримані за успішний виступ у кубку, було витрачено на придбання гравців, які принесли клубові наступні трофеї.
У 1995 й 1996 роках «Боруссія» стала найсильнішим клубом Німеччини, а в 1997 й усієї Європи. У чвертьфіналі було переможено «Осер», у півфіналі — «Манчестер Юнайтед» і, нарешті, у фіналі в Мюнхені було обіграно «Ювентус» із рахунком 3:1. А за підсумками сезону Маттіаса Заммера було визнано найкращим гравцем Європи. Відразу після фіналу, пославшись на втому пішов головний творець успіху «Боруссії» — Оттмар Гіцфельд. У цьому самому році в Токіо було завойовано Міжконтинентальний кубок. «Боруссія» обіграла бразильський «Крузейро». Передостанній чемпіонський титул було завойовано 2002 року під керівництвом Маттіаса Заммера. Також у цьому сезоні дортмундці дійшли до фіналу Кубка УЄФА 2001—02, де поступилися в Роттердамі нідерландському «Феєноорду» з рахунком 2:3.

### Ера Клоппа

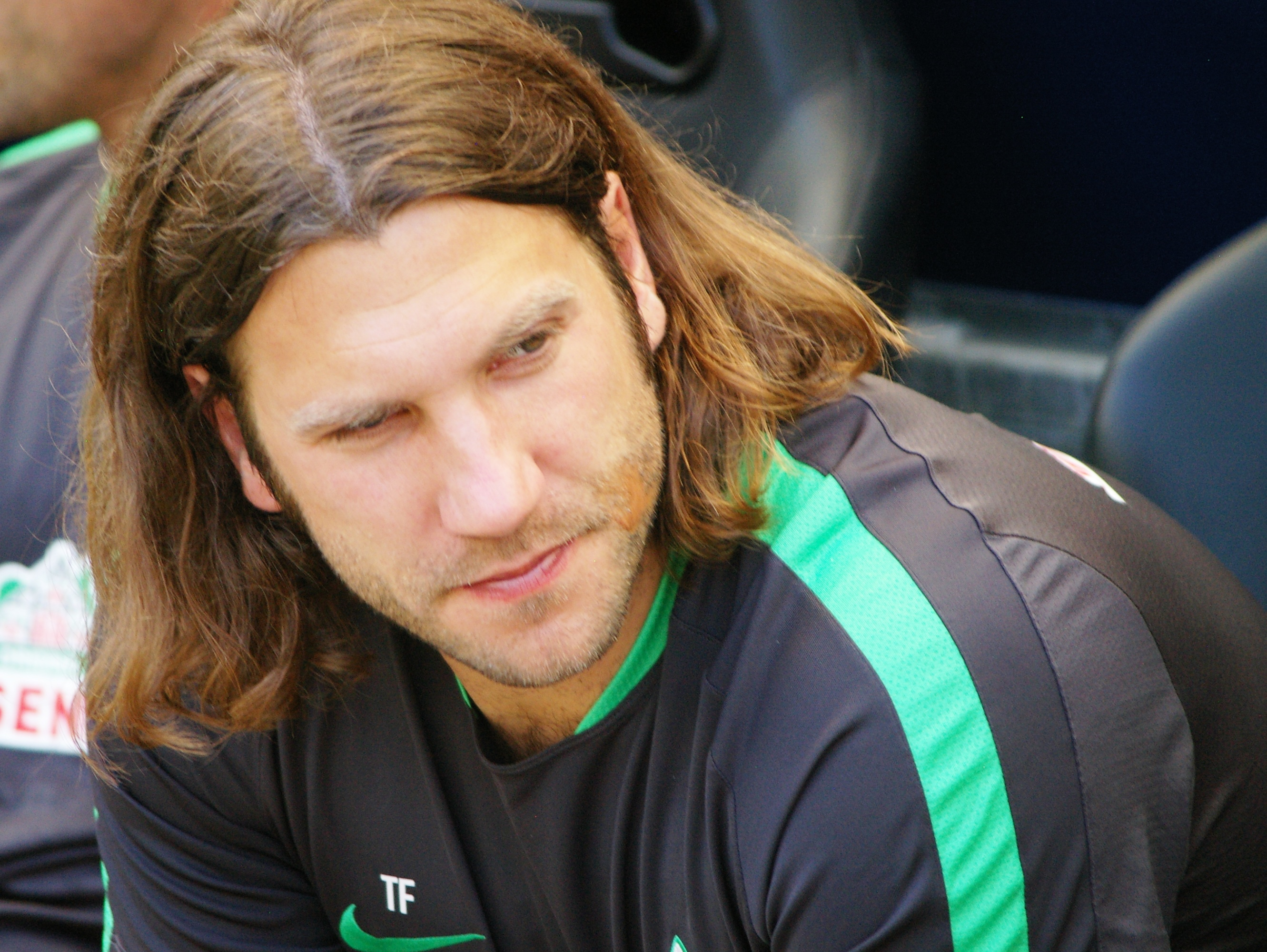
Торстен Фрінгс

У 2004 році клуб покинув лідер - Торстен Фрінгс, перейшовши до складу мюнхенської «Баварії». Далі в «Боруссії» пішов спад і важкі часи. Поступово команда втрачала позиції в чемпіонаті. У сезоні 2007/08 зайняли 13 позицію. А в сезоні 2008/09 тренером команди став Юрген Клопп і за підсумками сезону команда посіла 6 місце в чемпіонаті. У сезоні 2009/10 «Джмелі» посіли 5 місце та пробилися в Лігу Європи, де посіли 3 місце в групі й покинули турнір.
Лідерами команди Клоппа стали: Роберт Левандовський, якого «Боруссія» придбала в польського «Леха», Сіндзі Кагава, якого клуб придбав у японського «Сересо Осака», Матс Гуммельс - що не заграв у «Баварії», вихованці клубу — Маріо Гетце й Марко Ройс.

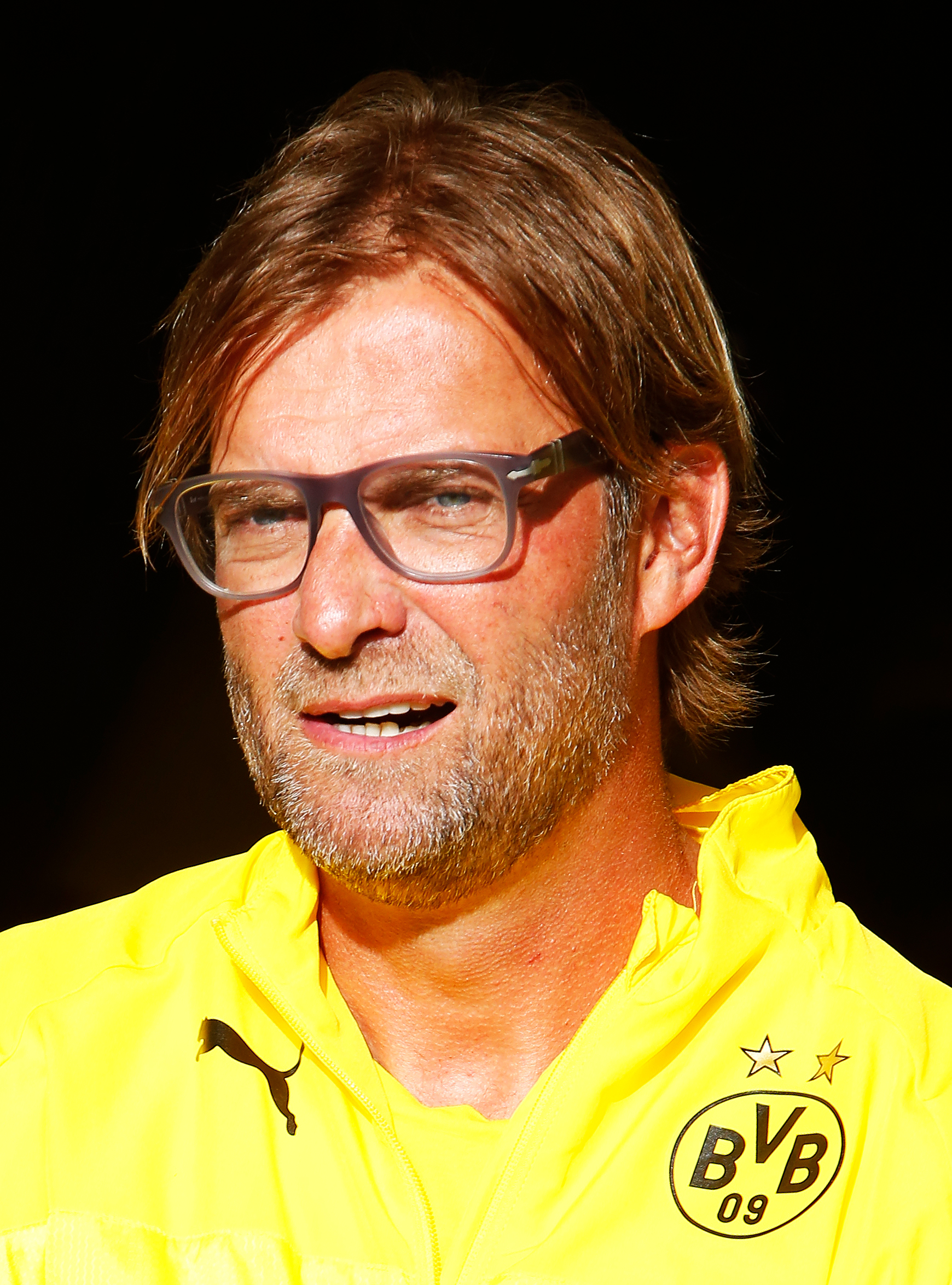
Юрген Клопп

30 квітня 2011, здобувши перемогу в домашньому матчі над «Нюрнбергом» із рахунком 2:0, за 2 тури до фінішу «Боруссія» стала чемпіоном Німеччини 2010/11. Уперше — під керівництвом Юргена Клоппа.
Перед початком сезону 2012/2013 «Боруссія» програла «Баварії» Суперкубок Німеччини. Нова зустріч клубів у чвертьфіналі Кубка Німеччини також закінчилася перемогою «Баварії». З титулом чинного чемпіона довелося розлучитися ще за шість турів до закінчення чемпіонату, коли мюнхенський клуб випереджав «Боруссію» на рекордні 20 очок.
Інакше складалися справи дортмундців у Лізі чемпіонів: цього разу в групі «Боруссія» зайняла 1-е місце, обійшовши мадридський «Реал», що забезпечило їй не найсильнішого суперника в 1/8. У чвертьфіналі, після нульової нічиєї на виїзді, у драматичному матчі-відповіді з іспанською «Малагою», «Боруссія» відвоювала собі вихід у півфінал, забивши 2 м'ячі вже в доданий час.

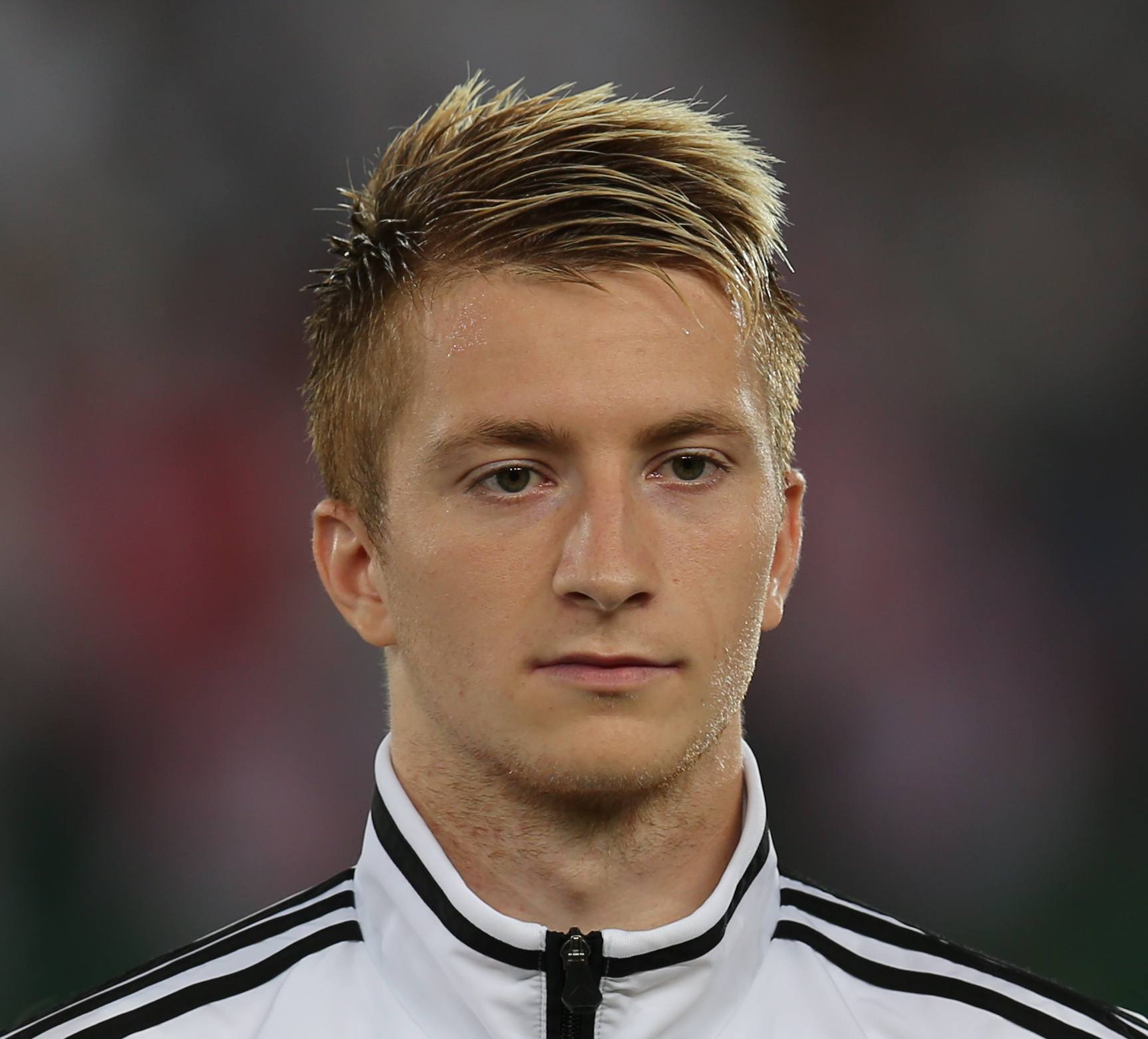
Марко Ройс

Після такого драматичного поєдинку з «Малагою», у півфіналі жереб знову звів дортмундців із мадридським «Реалом». Перший матч, на своєму полі «Боруссія» виграла з рахунком 4:1; всі 4 м'ячі, один із яких з пенальті, забив Роберт Левандовський. У матчі-відповіді мадридському клубу вдалося відіграти лише два м'ячі, і «Боруссія» вийшла до фіналу. 25 травня вона програла «Баварії» у Дер Класікері з рахунком 2-1. Переможний гол забив Ар'єн Роббен. Перед матчем травмувався ключовий гравець дортмундців Маріо Гетце.
Після цього «Баварія» знову купила ключових гравців «Боруссії». З «Джмелів» пішли Маріо Гетце й Роберт Левандовський. Але не зважаючи на трансферні запити, у клубі вирішив залишитися Марко Ройс.
У сезоні 2014/15 дортмундці посіли 7 місце й потрапили до кваліфікації Ліги Європи. Після завершення сезону Юрген Клопп покинув команду.

### 2015 (тренерство Тухеля)

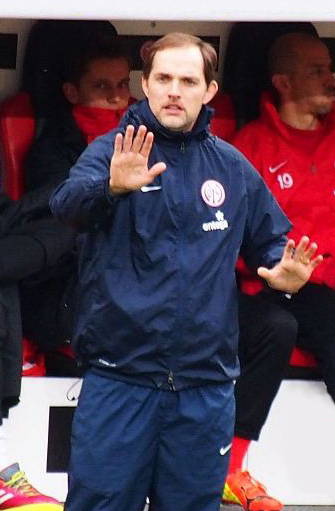
Томас Тухель

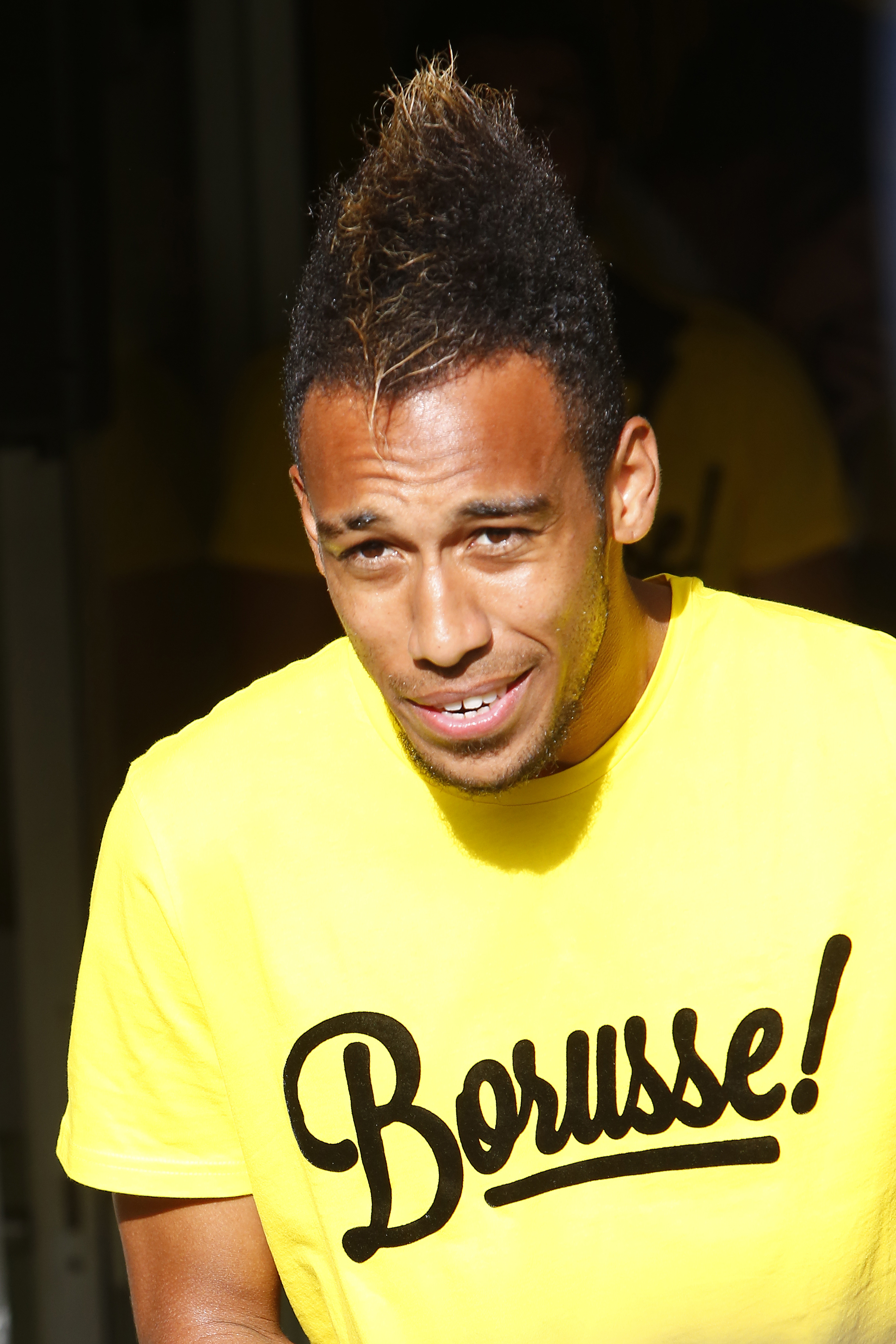
П'єр-Емерік Обамеянг

У 2015 році на місце головного тренера команди було призначено Томаса Тухеля. Ключовими гравцями його команди стали Генріх Мхітарян, Марко Ройс і П'єр-Емерік Обамеянг. «Джмелі» пройшли кваліфікацію Ліги Європи, перемігши в протистоянні з норвезьким «Оддом». У групі «Боруссія» посіла 2 місце. Далі дортмундцям стали траплятися сильні клуби на шляху. У 1/16 клуб переміг «Порту». Далі «Джмелі» впоралися з англійським «Тоттенгемом». У чвертьфіналі єврокубковий шлях «Боруссії» в сезоні припинився. Команда не змогла перемогти «Ліверпуль», головним тренером якого був Юрген Клопп. У чемпіонаті дортмундці посіли 2 місце, а також дісталися фіналу національного кубка, де поступилися мюнхенській «Баварії» в серії пенальті.
У літнє трансферне вікно «Джмелі» продали Генріха Мхітаряна в «Манчестер Юнайтед»  і придбали Андре Шюррле з «Вольфсбурга», який мав підсилити атакувальну ланку. Також у Дортмунд повернувся Маріо Гетце, який не зміг закріпитися в складі «Баварії».

## Дер Класікер
Дер Класікер — футбольний матч між дортмундською «Боруссією» й мюнхенською «Баварією». З моменту заснування Бундесліги, ці клуби є найбільш успішними серед футбольних команд у Німеччині. Дер Класікер — одне з найважливіших дербі у світовому футболі й найбільш очікувана подія німецького спортивного календаря.

## Склад команди
Станом на 8 серпня 2025
| №  | Поз. | Нац.      | Гравець                             |
| -- | ---- | --------- | ----------------------------------- |
| 1  | ВР   | Швейцарія | Грегор Кобель                       |
| 2  | ЗХ   | Бразилія  | Ян Коуту                            |
| 3  | ЗХ   | Німеччина | Вальдемар Антон                     |
| 4  | ЗХ   | Німеччина | Ніко Шлоттербек (2-ий віце-капітан) |
| 5  | ЗХ   | Алжир     | Рамі Бенсебаїні                     |
| 6  | ПЗ   | Туреччина | Саліх Озджан                        |
| 7  | ПЗ   | Англія    | Джоб Беллінгем                      |
| 8  | ПЗ   | Німеччина | Фелікс Нмеча                        |
| 9  | НП   | Гвінея    | Серу Гірассі                        |
| 10 | ПЗ   | Німеччина | Юліан Брандт (віце-капітан)         |
| 13 | ПЗ   | Німеччина | Паскаль Грос                        |
| 14 | НП   | Німеччина | Максіміліан Беєр                    |
| 16 | НП   | Бельгія   | Жульєн Дюранвіль                    |

| №  | Поз. | Нац.        | Гравець             |
| -- | ---- | ----------- | ------------------- |
| 20 | ПЗ   | Австрія     | Марсель Забітцер    |
| 21 | ПЗ   | США         | Джованні Рейна      |
| 23 | ПЗ   | Німеччина   | Емре Джан (капітан) |
| 24 | ЗХ   | Швеція      | Даніель Свенссон    |
| 25 | ЗХ   | Німеччина   | Ніклас Зюле         |
| 26 | ЗХ   | Норвегія    | Юліан Рюерсон       |
| 27 | НП   | Німеччина   | Карім Адеємі        |
| 28 | НП   | Кот-д'Івуар | Себастьєн Алле      |
| 30 | ВР   | Німеччина   | Патрик Древес       |
| 31 | ВР   | Німеччина   | Сілас Острзінський  |
| 33 | ВР   | Німеччина   | Александер Маєр     |
| 37 | НП   | США         | Коул Кемпбелл       |
| 39 | ЗХ   | Італія      | Філіппо Мане        |

## Досягнення
- Чемпіон Німеччини (8): 1956, 1957, 1963, 1995, 1996, 2002, 2011, 2012
- Володар Кубка Німеччини (5): 1965, 1989, 2012, 2017, 2021
- Фіналіст Кубка Німеччини: 1963, 2008, 2014, 2015, 2016
- Володар Суперкубка Німеччини (6): 1989, 1995, 1996, 2013, 2014, 2019
- Переможець Ліги Чемпіонів (1): 1997
- Фіналіст Ліги Чемпіонів: 2013
- Фіналіст Ліги Чемпіонів: 2024
- Володар Кубка володарів Кубків УЄФА (1): 1966
- Володар Міжконтинентального Кубка (1): 1997
- Переможець Західної Оберліги: 1948, 1949, 1950, 1953, 1956, 1957
- Чемпіон Вестфалії: 1947

## Відомі гравці

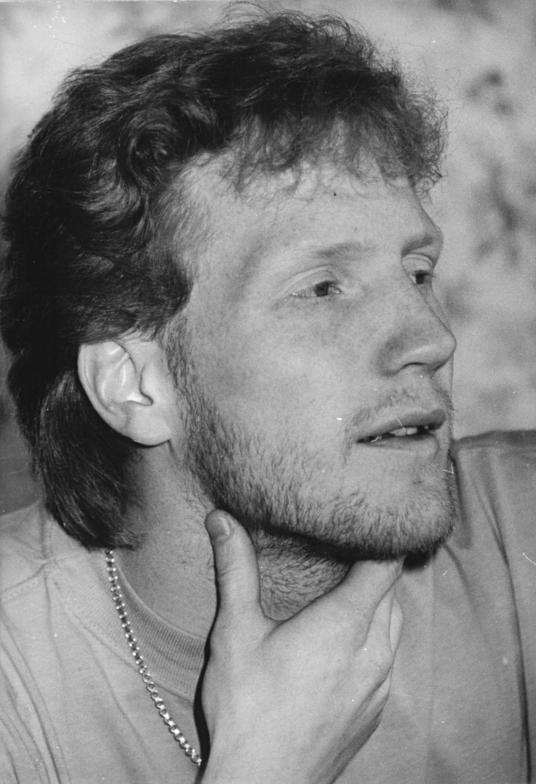
Матіас Заммер

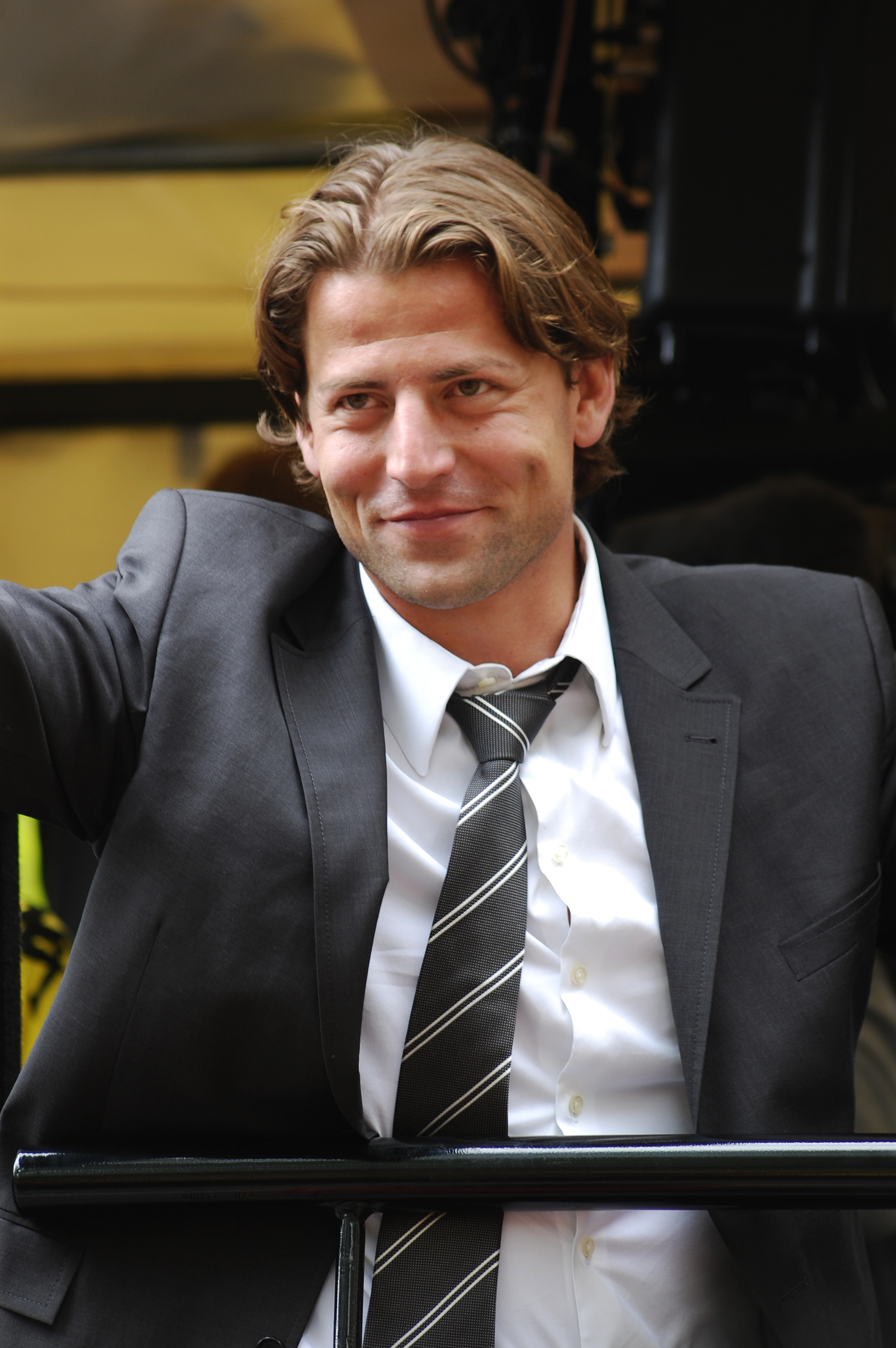
Роман Вайденфеллер

- Ганс Тільковскі
- Герхад Цілікас
- Теодор Реддер
- Дітер Куррат
- Вольфган Пауль
- Рудольф Ассауер
- Альфред Шмідт
- Райнгард Лібуда
- Зігфрід Гельд
- Вільгельм Штурм
- Лотар Еммеріх
- Манфред Бургсмюллер
- Маттіас Заммер
- Штефан Клос
- Юрген Колер
- Мартін Кре
- Штефан Ройтер
- Йорг Гайнріх
- Пол Ламберт
- Паулу Соза
- Андреас Меллер
- Андреас Меллер
- Карл-Гайнц Рідле
- Стефан Шапюїза
- Гайко Геррліх
- Міхаель Цорк
- Ларс Ріккен

- Торстен Фрінгс
- Марко Ройс
- Матс Гуммельс
- Маріо Гетце
- Роман Вайденфеллер
- Марцель Шмельцер
- Гонсало Кастро
- Ілкай Гюндоган
- Андре Шюррле
- Роберт Левандовський
- Якуб Блащиковський
- Лукаш Піщек
- Сіндзі Каґава
- Невен Суботич
- Генріх Мхітарян
- Нурі Шахін
- П'єр-Емерік Обамеянг
- Аднан Янузай
- Адріан Рамос
- Кевін Кампль
- Чіро Іммобіле
- Андрій Ярмоленко
- Ерлінг Браут Голанн
- Джуд Беллінгем